# إدلسن (تاديغوست)
إدلسن هي إحدى مشيخات المملكة المغربية، تتبع جغرافيا لإقليم الرشيدية وإداريًا لتاديغوست. يقدر عدد سكانها بـ 555 نسمة حسب الإحصاء الرسمي للسكان والسكنى لسنة 2004.